# Allée couverte de la Hamelinière

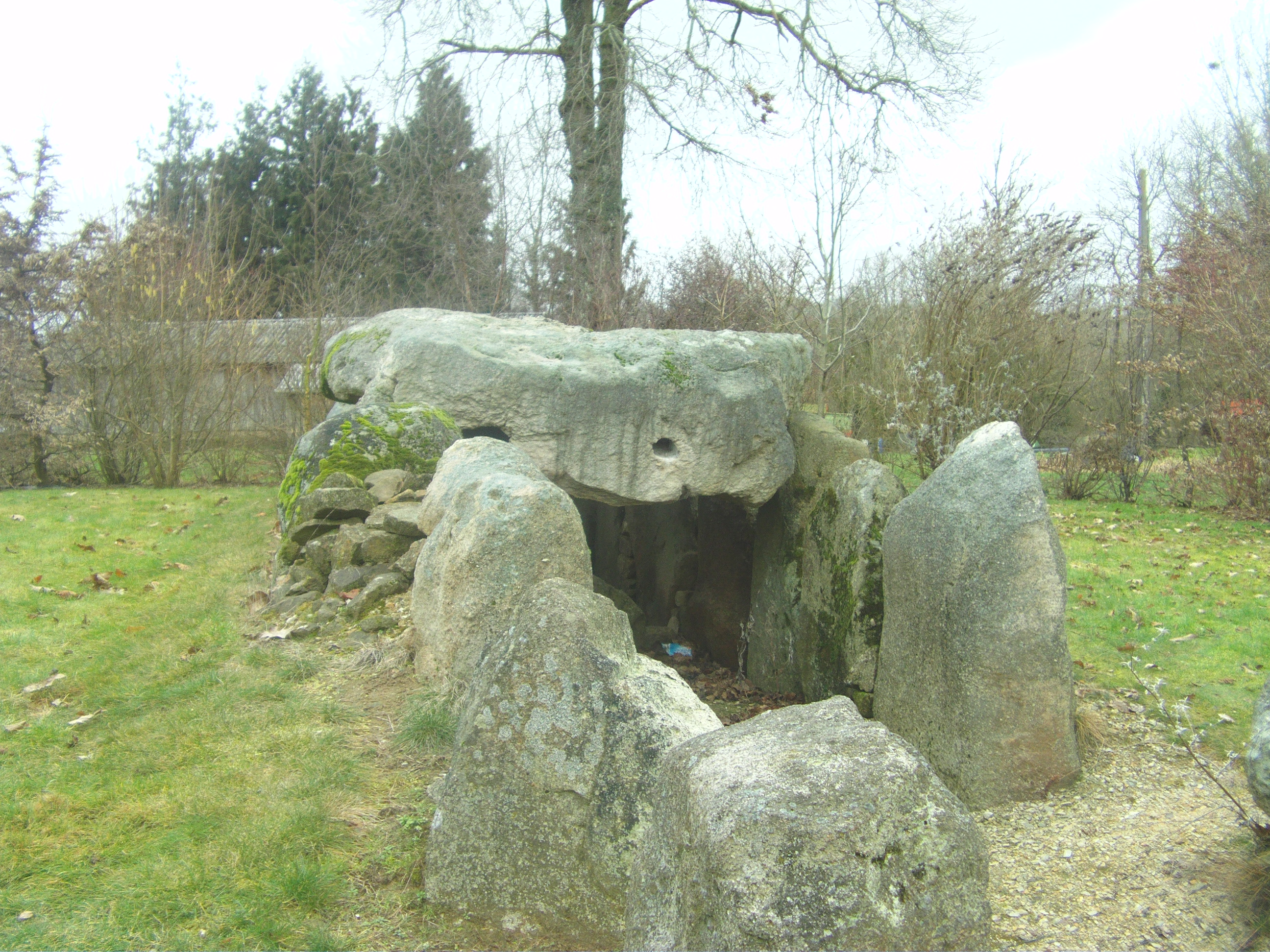
Allée couverte de la Hamelinière

Schema Galeriegrab –

Die Allée couverte de la Hamelinière in Chantrigné liegt auf einer Wiese am östlichen Rand des Dorfes im Département Mayenne in Frankreich.
Die Reste der zwischen 2000 und 2003 von Roger Bouillon restaurierten Kammer, deren einst deckender Hügel völlig abgetragen ist, sind über 9 m lang und 2,0 m breit. Neun Tragsteine, die nicht paarweise platziert sind, stehen noch auf der Süd- und sieben auf der Nordseite. Vier große Decksteine und der Endstein sind in situ erhalten. Ein verlagerter Deckstein liegt nahe dem stärker beschädigten Zugangsteil. Ein Trennstein steht im Inneren der Kammer. Das Galeriegrab ist seit 1932 geschützt.
In der Nähe steht der Menhir du Grand Coudray.